# Santa Ignacia
Santa Ignacia là một đô thị hạng 4 ở tỉnh Tarlac, Philippines. According to the 2000 census, it has a population of 38.301 người trong 8.145 hộ.

## Các đơn vị hành chính
Santa Ignacia được chia thành 24 barangay.
| - Baldios - Botbotones - Caanamongan - Cabaruan - Cabugbugan - Caduldulaoan - Calipayan - Macaguing - Nambalan - Padapada - Pilpila - Pinpinas | - Poblacion East - Poblacion West - Pugo-Cecilio - San Francisco - San Sotero - San Vicente - Santa Ines Centro - Santa Ines East - Santa Ines West - Taguiporo - Timmaguab - Vargas |